# تقطيع أوصال

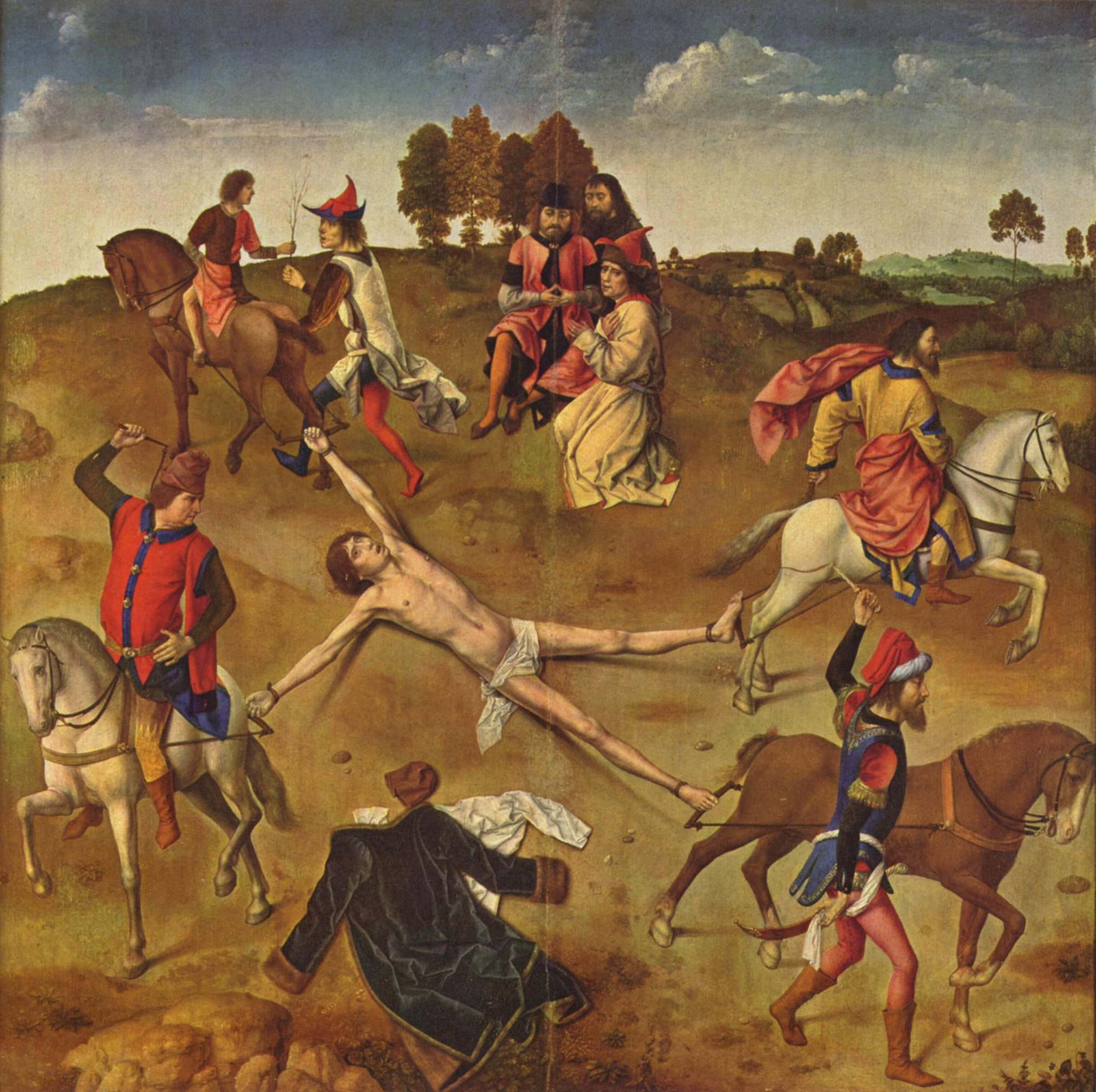

تقطيع الأوصال هو فعل بتر أطراف كائن حي أو تمزيقه أو أو سحبه أو انتزاعه أو إزالته بطريقة أخرى. وقد مورست على البشر كشكل من أشكال عقوبة الإعدام، لا سيما فيما يتعلق بقتل الملك، ولكن يمكن أن تحدث نتيجة لحادث ناجم عن صدمة، أو فيما يتعلق بجريمة القتل، أو الانتحار، أو أكل لحوم البشر. على خلاف البتر الجراحي للأطراف، غالباً ما يكون تقطيع أوصاله قاتلاً لجميع المخلوقات باستثناء أبسطها. في علم الجريمة، يتم التمييز بين التمزيق الهجومي والدفاعي. يعرف التقسيم المتعمد والجنائي بالتشويه.
يُعتبر تقطيع الأوصال في الغالب قاتلاً لجميع الكائنات باستثناء الكائنات البسيطة، على عكس البتر الجراحي للأطراف.
يمكن أن يُميز بين تقطيع الأوصال الهجومي والدفاعي في علم الإجرام، إذ يتميز تقطيع الأوصال الهجومي بكون الهدف الأساسي للمقطّع (منفذ تقطيع الاوصال) هو تقطيع الأوصال نفسُه، بينما يكون الدافع وراء التقطيع الدفاعي تدمير الأدلة.
اقترح الدكتور مايكل ه. ستون والدكتور غاري بروكاتو والدكتورة آن بورغيس في عام 2019 معايير رسمية يمكن بواسطتها تمييز «تقطيع الأوصال» بشكل منهجي عن فعل «التشويه»، بسبب استعمال هذين المصطلحين بشكل متبادل عادةً.
اقترح الدكاترة أن تقطيع الأوصال يشمل «الإزالة الكاملة -بأي طريقة- لأي جزء من جسم الكائن الحي أو الميت، وخاصةً الرأس (يُطلق عليه أيضاً فصل الرأس) أو الذراعين أو اليدين أو الجذع أو منطقة الحوض أو الساقين أو القدمين». في حين ينطوي التشويه -بشكل متناقض مع تقطيع الأوصال- على «إزالة أو تشويه غير قابل للإصلاح بأي طريقة، لجزء أصغر من أحد تلك الأجزاء الأكبر الخاصة بالشخص الحي أو الميت. ويشمل التشويه كلًا من الإخصاء (إزالة الخصيتين)، واستئصال الأحشاء (إزالة الأعضاء الداخلية)، والسلخ (إزالة الجلد)».
ووفقًا لهذه المعايير، تُعتبر إزالة اليد بأكملها تقطيعاً للأوصال في حين تعتبر إزالة إصبع أو إيذاؤه تشويهاً؛ ويُعتبر فصل رأس بكامله تقطيع أوصال، في حين تكون إزالة أو إيذاء جزء من الوجه تشويهاً؛ وإزالة الجذع بأكمله سيكون تقطيع أوصال، في حين تكون إزالة أو إتلاف الثدي أو الأعضاء الموجودة ضمن الجذع تشويهاً.

## تاريخ

### تقطيع
التقطيع إلى أشلاء بواسطة فيل
كان الإعدام بالفيلة المدربة شكلاً من أشكال عقوبة الإعدام الممارسة في جنوب شرق آسيا لعدة قرون. كانت التقنيات التي كان يُعدم بها الشخص المدان آنذاك في الواقع متباينة على نطاق واسع، ولكنها تتضمن في بعض الأحيان تقطيع الفيل لأوصال الضحية عن طريق شفرات حادة متصلة بأقدامه.
ترك الرحالة المسلم ابن بطوطة أثناء زيارته لدلهي في ثلاثينيات القرن العشرين، رواية شاهد العيان التالية عن هذا النوع الخاص من الإعدام بالفيلة:
جُلب في أحد الأيام التي كنت موجودًا فيها بعض الرجال الذين اتُهموا بمحاولة قتل الوزير. بناءً على ذلك، طُلب أن يلقَوا على الأفيال المدربة على تقطيع ضحاياهم إلى أشلاء. كانت حوافرها مغطاة بأدوات حديدية حادة، وكانت أطرافها مثل السكاكين. في مثل هذه المناسبات، كان موجّه الفيل يركب عليه: وعندما يُلقى رجل إلى الفيل، يلف الفيل خرطومه حول جذع الرجل ويلقيه بعيداً ثم يحمله بأسنانه ويرميه بين أقدامه الأمامية ويدوس على صدره، ونفّذت الفيلة كل ما أمرهم موجههم به، وفقًا لأوامر الإمبراطور. إذا كان الأمر هو تقطيع الرجل لأشلاء، فسيقوم الفيل بذلك بواسطة الحديد المتصل بأقدامه، ثم يرمي القطع بين الجموع الغفيرة: ولكن إذا كان الأمر تركه، فسيترك الفيل المدان المقطّع ملقى أمام الإمبراطور، حتى يُسلخ الجلد ويُحشى جسده بالتبن، في حين يُرمى اللحم للكلاب.

### عملية التربيع في الإمبراطورية الرومانية المقدسة
يحدد الإمبراطور تشارلز الخامس في عام 1532 كما جاء في «كونستيتيو جرمينيس كارولينا» (المعروف بكونه أول شكل للقانون الجنائي الألماني) في الإمبراطورية الرومانية المقدسة، كيف يجب أن يحدث كل تربيع بشكل مثالي:
فيما يتعلق بالتربيع: يُقطّع جسده بالكامل ويُمزّق إلى أربع قطع، وبالتالي يعاقب حتّى الموت، ويجب تعليق هذه الأجزاء الأربعة على أوتاد بشكل علني على أربعة طرق معروفة.
وهكذا، كانت الطريقة الإمبراطورية المعتمدة لتقطيع أوصال المدانين داخل الإمبراطورية الرومانية المقدسة عن طريق تقطيعهم لأشلاء، بدلاً من تقطيعها الأوصال عن طريق تمزيق الفرد. في البند 124 من نفس القانون، ذُكر قطع الرؤوس قبل التربيع بالشكل المسموح به عند وجود ظروف مخففة لشدة العقوبة، في حين أن الظروف المشدّدة قد تسمح بوسم/ تمزيق المجرم بكلّابات متوهجة من شدة الحرارة، قبل التربيع.
من الأمور الجديرة بالذكر أيضاً هو مصير فيلهيلم فون جرومباخ في عام 1567، وهو فارس مستقل في الإمبراطورية الرومانية المقدسة كان يعشق حروبه الخاصة وأدين لاحقاً بتهمة الخيانة العظمى. نُقل فون جرومباخ المصاب بالنقرس إلى موقع الإعدام على كرسي، وقُيّد بسرعة إلى طاولة. ثم انتزع الجلاد قلبه، وأمسكه في وجه فون جرومباخ صارخاً بالكلمات التالية: «فون جرومباخ! أبصر قلبك المزيف!» بعد ذلك، ربّع الجلاد جثة فون جرومباخ. حصل معاون جرومباخ الرئيسي على نفس المعاملة، وأكّد شاهد عيان أنه بعد تمزيق قلبه، صرخ المستشار بروك برعب «لبعض الوقت».
يوضّح مصير باستيان كارنهارس في 16 يوليو من عام 1600 أحد الإعدامات المتشددة للغاية. أُدين كارنهارس بـ 52 جريمة قتل منفصلة، بما في ذلك اغتصاب وقتل 8 نساء، وقتل طفل وأكل قلبه كطقس من طقوس السحر الأسود. في البداية، مُزّقت ثلاث شرائح لحم من ظهر كارنهارس، قبل وسمه/ قرصه بالكلابات المتوهجة 18 مرة، وقطعت أصابعه واحداً تلو الآخر، وكسرت ذراعيه وساقيه على عجلة الكسر، وفي النهاية تربّع جسده وهو على قيد الحياة.

### طريقة الإعدام التركية الأسطورية
تحدث عدد من تقارير الترحال عن طريقة إعدام «تركية» غريبة، إذ قُيّد أولاً محيط الرجل بالحبال والأسلاك، ثم أُجري شطر سريع للرجل. يقدم ويليام ليثجو وصفاً نسبياً للطريقة:
في حال وجب على تركي أن يقتل تركياً آخر، فإنه يُحضر إلى السوق، وتُرفع كتلة حتى علو 4 أقدام معلق بها أسلاك تعليق. ويُعرّى المذنب. وبعد ذلك يتمدد على بطنه، ثم يُجذب من وسطه بواسطة حبال الجرّ المعلّقة حتى يضيق منتصفه للغاية، بحيث يُقسم جسده إلى نصفين بضربة واحدة: تقدّم أجزاء جسده التي تعيق العملية للكلاب الجائعة لتأكلها من أجل نفس الغرض؛ وتُلقى أرباعه الأمامية ورأسه في النار الشديدة، التي أُجّجت هناك لنفس الغرض، وهذه هي عقوبة ذبح الرجل.
ومع ذلك، يروي جورج سانديز خلال الفترة نفسها وسيلة لم تعد مستخدمة، بطريقة أكثر أسطورية:
إنهم يشدون جسد الجاني من الخصر بمنشفة، ويجبروه على إخراج أنفاسه عن طريق وخز جسده في الكثير من الأحيان، حتى يجرونه داخل حجرة متوسعة؛ ثم يربطونه بقوة ويقطعون جسده من الوسط، ثم يضعون الجسم على صفيحة ساخنة من النحاس تكوي الأوردة، ثم يسندونه بشكل قائم بسعادة وحشية.

### كوريا
كان تقطيع الأوصال شكلاً من أشكال عقوبة الإعدام للمدانين بالخيانة العظمى في المملكة الكورية في عهد مملكة جوسون. على سبيل المثال، تلقّى هوانج سا يونغ هذه العقوبة في عام 1801.

### الاستعمال الحالي
لم تعد عمليات تقطيع الأوصال تستخدم من قبل معظم الحكومات الحديثة كشكل من أشكال الإعدام أو التعذيب، على الرغم من أن البتر لا يزال يحدث في البلدان التي تُمارس فيها الشريعة.